# Deep Blue Something
Deep Blue Something er et amerikansk rockband bedst kendt for deres hit single "Breakfast at Tiffany's". Gruppen blev dannet i 1993 i Denton, Texas af Todd og Toby Pipes, Clay Bergus og John Kirtland. 
Bandets debutalbum 11th Song udkom i 1993. I 1994 udkom opfølgeren Home. Albummets single "Breakfast at Tiffany's" nåede både på de amerikanske og britiske hitlister. Sangens tekst var inspireret af Audrey Hepburns rolle i filmen Roman Holiday.

## Diskografi

### Studiealbums
| 11th Song                  | - Udgivet: 13. oktober 1993 - Pladeselskab: Doberman Records - Format: CD                | —  | —  | —  | —  | —  | —  | —  | —  |            |
| Home                       | - Udgivet: 24. oktober 1994 - Pladeselskab: RainMaker Records - Format: CD, cassette     | 46 | 31 | 32 | 16 | 26 | 39 | 20 | 24 | - US: Gold |
| Byzantium                  | - Udgivet: 13. november 1998 - Pladeselskab: Interscope Records - Format: CD             | —  | —  | —  | —  | —  | —  | —  | —  |            |
| Deep Blue Something        | - Udgivet: 10. decemer 2001 - Pladeselskab: Aezra Records - Format: CD                   | —  | —  | —  | —  | —  | —  | —  | —  |            |
| Byzantium                  | - Udgivet: 15. oktober 2007 - Pladeselskab: Kirtland Records - Format: CD, Musikdownload | —  | —  | —  | —  | —  | —  | —  | —  |            |
| "—" Nåede ikke hitlisterne |                                                                                          |    |    |    |    |    |    |    |    |            |

### EP'er
| Titel        | Albumdetaljer                                                                         |
| ------------ | ------------------------------------------------------------------------------------- |
| Locust House | - Udgivet: 29. juni, 2015 - PLadeselskab: Kirtland Records - Format: Digital download |

### Singler
| 1995                      | "Breakfast at Tiffany's" | 5       | 3 | 12 | 6 | 11 | 21 | 9 | 19 | 1  | Home                |
| 1996                      | "Halo"                   | 102 [+] | — | —  | — | —  | —  | — | —  | —  | Home                |
| 1996                      | "Josey"                  | —       | — | —  | — | —  | —  | — | —  | 27 | Home                |
| 1998                      | "She Is"                 | —       | — | —  | — | —  | —  | — | —  | —  | Byzantium           |
| 2001                      | "Page Me Wolverine"      | —       | — | —  | — | —  | —  | — | —  | —  | Deep Blue Something |
| 2001                      | "Hell in Itself"         | —       | — | —  | — | —  | —  | — | —  | —  | Deep Blue Something |
| 2001                      | "Who Wants It"           | —       | — | —  | — | —  | —  | — | —  | —  | Deep Blue Something |
| 2015                      | "All Make Believe Off"   | —       | — | —  | — | —  | —  | — | —  | —  | Locust House        |
| 2015                      | "Out Of My Head"         | —       | — | —  | — | —  | —  | — | —  | —  | Locust House        |
| "—" nåede ikke hitlisten. |                          |         |   |    |   |    |    |   |    |    |                     |